# Jordanie aux Jeux mondiaux de 2017
Cet article contient des informations sur la participation et les résultats de la Jordanie aux Jeux mondiaux de 2017 à Wrocław en Pologne.

## Médailles

### Or
| Sport             | Discipline | Sportifs |
| Médaille d'or : 0 |            |          |

### Argent
| Sport                 | Discipline            | Sportifs                  |
| Médaille d'argent : 1 |                       |                           |
| Ju-Jitsu              | Femmes - Ne-Waza Open | Luma Hatem Sharif Alqubaj |

### Bronze
| Sport                  | Discipline | Sportifs |
| Médaille de bronze : 0 |            |          |